# Hesekielstraße 13 (Magdeburg)

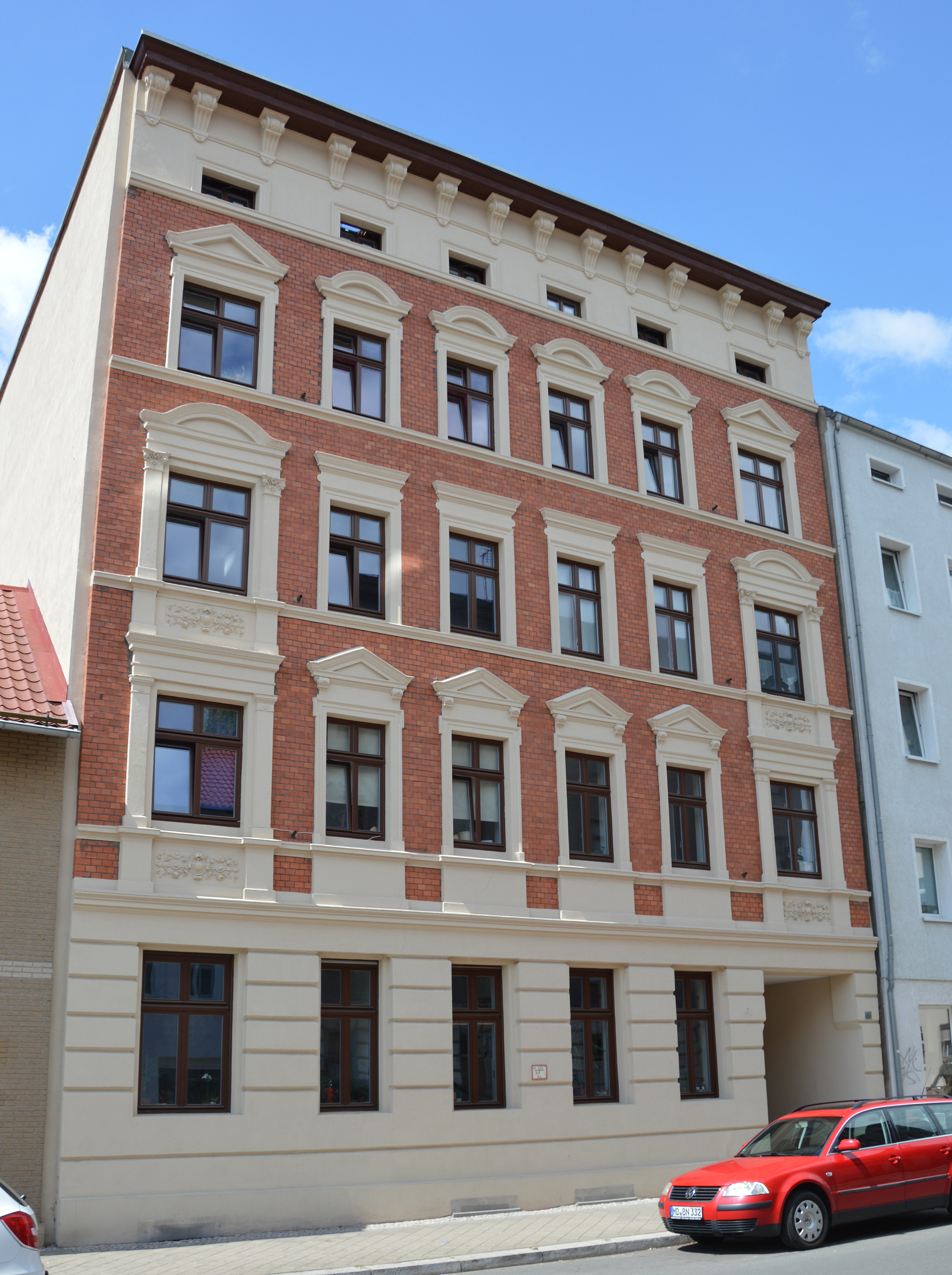
Hesekielstraße 13

Das Haus Hesekielstraße 13 ist ein denkmalgeschütztes Gebäude in Magdeburg in Sachsen-Anhalt.

## Lage
Es befindet sich auf der Westseite der Hesekielstraße im Stadtteil Sudenburg.

## Architektur und Geschichte
Das viereinhalbgeschossige Wohnhaus wurde im Jahr 1886 errichtet. Die Fassade des Ziegelbaus ist im Stil des Neobarock gestaltet. Am Erdgeschoss befindet sich eine Rustizierung. Die Rahmungen der Fensteröffnungen in den Obergeschossen sind ädikulaartig im Stil der Neorenaissance ausgeführt. In den Fensterbrüstungen findet sich neobarockes Stuckdekor.
Mit seiner bauzeitlich erhaltenen Fassade gilt das Haus als für das Straßenbild prägend und wird als stadtbaugeschichtlich bedeutsames Zeugnis für die Sudenburger Wohnbebauung der Gründerzeit angesehen.
Im örtlichen Denkmalverzeichnis ist das Wohnhaus unter der Erfassungsnummer 094 82065 als Baudenkmal verzeichnet.